# Bílovec
Bílovec (Duits: Wagstadt) is een Tsjechische stad in de regio Moravië-Silezië en maakt deel uit van het district Nový Jičín. Bílovec telt 7663 inwoners (2006). Voor het grootste deel ligt Bílovec in Tsjechisch Silezië, maar voor een klein deel ook in Moravië. Naast de plaats Bílovec zelf hoort onder andere ook de plaats Bravinné tot de stad.

## Geschiedenis
- 1324 – De eerste schriftelijke vermelding van Bílovec.[1]
- 1976 – De gemeente Bravinné wordt geannexeerd door de stad Bílovec.
- 1979 – De gemeente Bítov wordt geannexeerd door de stad Bílovec.
- 1996 – Bítov scheidt zich af van de stad Bílovec en wordt (opnieuw) een zelfstandige gemeente.[2]

## Geboren in Bílovec
- Petra Kvitová (*1990) – tennisspeelster